# Тай Олсон
Тай Олсон (англ. Tye Olson народився в Кросбі, штат Міннесота 25 травня 1987) — американський актор і модель.
Його батьки Аллен і Ребекка Олсон. Сім'я переїхала в Гайніс, Міннесота поблизу Беміджи, де Тай пішов у місцеву школу. Олсон займався хокеєм протягом 6 років, також захоплювався тенісом і бігом. Він брав активну участь в шкільному хорі, оркестрі займався журналістикою і благодійністю. Тай також відвідував ряд театральних і танцювальних класів.
Тайя помітив модельний скаут з «Caryn International School for Film and Television» і запропонував навчатись у Міннеаполісі у модельному класі з подальшою участю у шоу у Нью-Йорку.
Дебют Олсона відбувся з головної ролі у фільмі «Акварелі», де він зіграв роль молодого хлопця художника і його історію першого кохання. Фільм є дебютом і для режисера і сценариста Девіда Олівераса. Разом з Олсоном у фільмі зіграли Карен Блек та Олімпійський чемпіон Грег Луганіс.
Наступним фільмом в якому Тай взяв учать був «Tru Loved» режисера Стюарта Уейда.
Олсон знімався у «Brother's War» режисерами якого виступив Джеррі Буйтен (англ. Jerry Buyten) за участі Олів'є Грюнера та Майкла Берімана.
Крім фільмів знімався у відео Hellogoodbye, Fall Out Boy та Blue October.

## Фільмографія
- 2007: «Cougar Club» в ролі Пуми (в титрах не вказаний);
- 2007: «Out at the Wedding» в ролі гостя на весіллі;
- 2007: «South of Pico[en]» в ролі ватерполіста;
- 2008: «Акварелі» в ролі Денні Уолтера;
- 2008: «Tru Loved[en]» в ролі Волтера;
- 2009: «Brother's War» в ролі Еміля;
- 2010: «United States of Tara» (TV серіал) в ролі Алекса в 2-х епізодах «The Truth Hurts» та «Yes»;
- 2010: «Gay Baby» в ролі Кайла;
- 2016: "Follow You" Music Video by Bring Me The Horizon.

## Особисте життя
Тай Олсон має американське, норвезьке і франко-канадійське походження. Він є відкритим геєм та є носієм ВІЛ інфекції.

## Нагороди
Найкращий актор на таких фестивалях:
- Приз журі на Outfest у Лос-Анджелесі, 2008 рік фільм «Акварелі»;
- Tampa International Gay and Lesbian Film Festival [en];
- FILMOUT: San Diego Gay & Lesbian Film Festival.